# Caratascalagune
De Catarascalagune (Spaans: Laguna de Catarasca) is een lagune in het departement Gracias a Dios in Honduras. Vanaf de Caraïbische Zee strekt de lagune 40 km landinwaarts. Aan de lagune ligt de hoofdplaats van het departement, Puerto Lempira. Het grootste eiland in de lagune heet Tansin.
Het gebied is uitgeroepen tot Wildreservaat. In het meer komen zeeschildpadden voor. Ook worden er garnalen gekweekt. In 1998 was dit de plek waar de orkaan Mitch in Honduras aan land kwam. De orkaan heeft veel schade aangericht aan de natuur.